# Andreï Ouvarov
Pour les articles homonymes, voir Ouvarov.
Andreï Ouvarov est un danseur russe né le 28 septembre 1971 à Moscou, premier danseur (étoile) au Ballet du Bolchoï. Il quitte la scène en 2011.

## Biographie

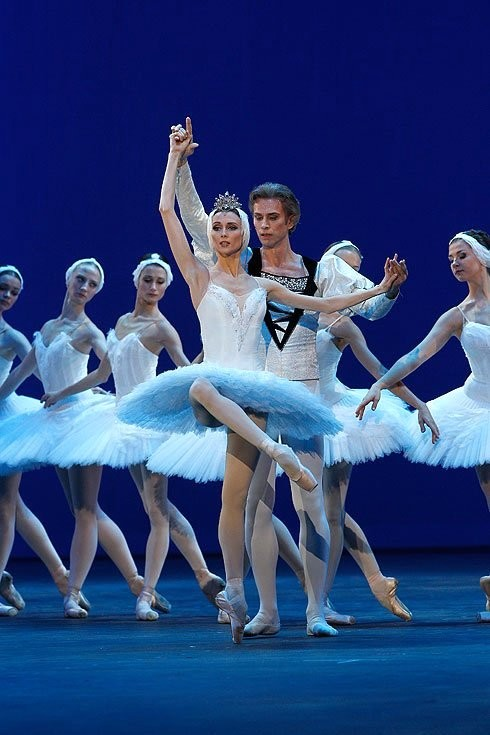
Svetlana Zakharova et Andreï Ouvarov dans Le Lac des cygnes au Bolchoï en octobre 2011.

Originaire d'une famille travaillant dans le monde du théâtre, Andreï Ouvarov entre à l'Académie d'État de danse de Moscou alors qu'il est âgé de dix ans. Diplômé en 1989 (classe d'Alexandre Bondarenko), il est aussitôt engagé dans le corps de ballet du Théâtre Bolchoï ; fait rare, il continuera cinq années durant de suivre les enseignements de l'école de danse (jusqu'en 1995).
Bénéficiant du travail de professeurs comme Galina Oulanova, Boris Akimov ou Nikolaï Fadeïetchev, il est très vite remarqué par la critique, le public et ses supérieurs pour la qualité de ses performances physiques et interprétatives. Dès les années 1990, il s'impose comme l'un des principaux danseurs de la compagnie : alors qu'il danse au Royal Albert Hall de Londres, en 1993, il est plébiscité comme Révélation de l'année, et reçoit la même année le prix Benois de la danse pour son interprétation de Siegfried (dans Le Lac des cygnes chorégraphié par Iouri Grigorovitch).
En 2001, il est nommé Artiste du Peuple de Russie.
Considéré par beaucoup comme un excellent partenaire, il a dansé aux côtés de danseuses aussi reconnues que Nadejda Pavlova, Nina Ananiashvili, Galina Stepanenko, ou encore Svetlana Zakharova.